# Shimpan-daimyō
Shimpan-daimyō (jap. 親藩大名 shinpan-daimyō; wym. shimpan-daimyō) – dosłownie daimyō z rodzinnych hanów (domen feudalnych).
Mianem shimpan określane były przede wszystkim hany należące do tzw. trzech domów rodu Tokugawa (gosanke 御三家): 
- Owari (jap.: 尾張; obecnie w prefekturze Aichi),
- Kii (jap.: 紀伊 ; obecnie w prefekturze Wakayama i Mie),
- Mito (jap.: 水戸; obecnie w prefekturze Ibaraki),

a także hany należące do tzw. kamon-daimyō (jap.: 家門大名), m.in. rodu Matsudaira (jap.: 松平) z Echizen (jap.: 越前; obecnie w prefekturze Fukui) i z Aizu (jap.: 会津; obecnie w prefekturze Fukushima).